# Лімфообіг
Лімфоо́біг — процес постійної циркуляції лімфи по лімфатичній системі. До складу входять: лімфатичні судини та вузли, лімфа.
Лімфа відрізняється від крові відсутністю еритроцитів і значно меншою кількістю лейкоцитів. Крім того, в ній менше білка і більше продуктів життєдіяльності клітин.

## Утворення
Лімфа утворюється в лімфатичних капілярах з тканинної рідини і звідти збирається до лімфатичних судин, які утворюють густу сітку в усіх органах і тканинах. Лімфатичні судини, зливаючись між собою, закінчуються двома лімфатичними протоками, які впадають у верхню порожнисту вену. У лімфатичних судинах, як і у венах, є півмісяцеві клапани. Ці клапани роблять можливим рух лімфи лише в одному напрямку.
По ходу лімфатичних судин розташовані потовщення — лімфатичні вузли. В цих вузлах утворюються лейкоцити, а також відбувається очищення лімфи від хвороботворних мікроорганізмів.